# Liste der Monuments historiques in Perthes-lès-Brienne
Die Liste der Monuments historiques in Perthes-lès-Brienne führt die Monuments historiques in der französischen Gemeinde Perthes-lès-Brienne auf.

## Liste der Objekte
| Bezeichnung                                                        | Beschreibung                                                                        | Standort                      | Kennzeichnung | Schutzstatus | Datum | Bild |
| ------------------------------------------------------------------ | ----------------------------------------------------------------------------------- | ----------------------------- | ------------- | ------------ | ----- | ---- |
| Hauptaltar                                                         | Retabel; Holz, farbig gefasst, 17. Jahrhundert; zugehörig PM10001466 und PM10001467 | in der Kirche St-Denis (Lage) | PM10001464    | Classé       | 1985  |      |
| Altartisch                                                         | Holz, farbig gefasst, 17. Jahrhundert; zugehörig PM10001465                         | in der Kirche St-Denis (Lage) | PM10001466    | Classé       | 1985  |      |
| Tabernakel und Exposition                                          | Holz, farbig gefasst und vergoldet, 17. Jahrhundert                                 | in der Kirche St-Denis (Lage) | PM10001465    | Classé       | 1985  |      |
| Gemälde Predigt des heiligen Dionysius                             | Ölfarbe auf Leinwand, 17. Jahrhundert                                               | in der Kirche St-Denis (Lage) | PM10001467    | Classé       | 1985  |      |
| Skulptur Heiliger Sebastian                                        | Holz, farbig gefasst, 17. Jahrhundert                                               | in der Kirche St-Denis (Lage) | PM10001481    | Classé       | 1985  |      |
| Gemälde Heiliger Dionysius und heiliger Nikolaus                   | Ölfarbe auf Holz, 17. Jahrhundert                                                   | in der Kirche St-Denis (Lage) | PM10001476    | Classé       | 1985  |      |
| Skulptur Heiliger Eligius                                          | Holz, farbig gefasst, 16. Jahrhundert                                               | in der Kirche St-Denis (Lage) | PM10001478    | Classé       | 1985  |      |
| Skulptur Heilige Margaretha                                        | Holz, farbig gefasst, 16. Jahrhundert                                               | in der Kirche St-Denis (Lage) | PM10001480    | Classé       | 1985  |      |
| Prozessionsstab Madonna mit Kind                                   | Holz, vergoldet, 19. Jahrhundert                                                    | in der Kirche St-Denis (Lage) | PM10003593    | Inscrit      | 1983  |      |
| Gemälde Kreuzigung, Johannes der Täufer und der heiliger Dionysius | Ölfarbe auf Leinwand, 17. Jahrhundert; nach Hans von Aachen                         | in der Kirche St-Denis (Lage) | PM10003591    | Inscrit      | 1983  |      |
| Kruzifix                                                           | Holz, farbig gefasst, 17. Jahrhundert                                               | in der Kirche St-Denis (Lage) | PM10001482    | Classé       | 1985  |      |
| Prozessionsstab Heiliger Bischof                                   | Holz, farbig gefasst und vergoldet, 19. Jahrhundert                                 | in der Kirche St-Denis (Lage) | PM10003592    | Inscrit      | 1983  |      |
| Kirchenfenster                                                     | aus dem 16. Jahrhundert                                                             | in der Kirche St-Denis (Lage) | PM10001463    | Classé       | 1913  |      |
| Zwei Seitenaltäre                                                  | Holz, farbig gefasst, 19. Jahrhundert; zugehörig PM10001471 und PM10001474          | in der Kirche St-Denis (Lage) | PM10001469    | Classé       | 1985  |      |
| Gemälde Mariä Himmelfahrt                                          | Ölfarbe auf Leinwand, 17. Jahrhundert; nach Peter Paul Rubens                       | in der Kirche St-Denis (Lage) | PM10001471    | Classé       | 1985  |      |
| Gemälde Taufe Christi                                              | Ölfarbe auf Leinwand, 17. Jahrhundert; nach Pierre Mignard                          | in der Kirche St-Denis (Lage) | PM10001474    | Classé       | 1985  |      |
| Wandvertäfelung des Chorraums                                      | Holz, bemalt, 17. Jahrhundert                                                       | in der Kirche St-Denis (Lage) | PM10001468    | Classé       | 1985  |      |
| Kommuniontisch                                                     | Schmiedeeisen, vergoldet, 18. Jahrhundert                                           | in der Kirche St-Denis (Lage) | PM10001475    | Classé       | 1985  |      |
| Skulptur Madonna mit Kind                                          | Holz, farbig gefasst, 15. Jahrhundert                                               | in der Kirche St-Denis (Lage) | PM10001477    | Classé       | 1985  |      |
| Skulptur Heiliger Dionysius                                        | Holz, farbig gefasst, 16. Jahrhundert                                               | in der Kirche St-Denis (Lage) | PM10001479    | Classé       | 1985  |      |